# Tiểu lục địa Ấn Độ
Tiểu lục địa Ấn Độ là 1 khu vực của châu Á nằm chủ yếu trên Mảng Ấn Độ.

## Định nghĩa
Thuật ngữ "tiểu lục địa Ấn Độ" và "Nam Á" thường được dùng thay thế cho nhau. Do sự nhạy cảm về chính trị, một số người dùng thuật ngữ "Tiểu lục địa Nam Á", "Tiểu lục địa Ấn-Pak", "Tiểu lục địa", hoặc là "Nam Á" thay cho thuật ngữ "tiểu lục địa Ấn Độ". Theo các sử gia Sugata Bose và Ayesha Jalal, tiểu lục địa Ấn Độ được biết đến với tên gọi Nam Á "trong thời gian gần đây và cách nói trung lập hơn." Nhà Ấn Độ học Ronald B. Inden lập luận rằng việc sử dụng thuật ngữ "Nam Á" đang trở nên rộng rãi do phân biệt rõ ràng khu vực với Đông Á; một số học giả cho rằng thuật ngữ "Nam Á" được sử dụng phổ biến ở châu Âu và Bắc Mỹ hơn thuật ngữ "Tiểu lục địa" hay "Tiểu lục địa Ấn Độ". Tổng dân số tính đến ngày 31 tháng 12 năm 2022 là 1,866,869,445 người.

### Phạm vi
Định nghĩa về phạm vi địa lý của tiểu lục địa Ấn Độ là khác nhau. Lịch sử hình thành của toàn bộ Đại Ấn Độ, nay thường được coi là bao gồm các nước Ấn Độ, Pakistan, và Bangladesh; trước năm 1947, 3 nước này về mặt lịch sử tạo thành Ấn Độ thuộc Anh. Nó hầu như luôn luôn bao gồm cả Nepal, Bhutan, và quốc đảo Sri Lanka và có thể cũng bao gồm Afghanistan và quốc đảo Maldives. Khu vực cũng có thể bao gồm các lãnh thổ tranh chấp như Aksai Chin, là một phần của tiểu vương quốc Ấn Độ thuộc Anh Jammu và Kashmir, nhưng nay do khu tự trị Tân Cương của Trung Quốc quản lý. 1 cuốn sách do Bộ Ngoại giao Hoa Kỳ xuất bản năm 1959 thì Afghanistan, Sri Lanka, Ấn Độ, Nepal, và Pakistan (gồm cả Đông Pakistan, nay là Bangladesh) là những phần của "Tiểu lục địa Nam Á". Khi thuật ngữ Tiểu lục địa Ấn Độ được sử dụng với ý nghĩa là Nam Á, các quốc đảo Sri Lanka và Maldives đôi khi không được liệt kê, trong khi Tây Tạng và Nepal có khi lại được ghi vào hoặc không.

## Địa lý
Về mặt địa lý, tiểu lục địa Ấn Độ là 1 bán đảo tại Trung-Nam Á, hơn là 1 vùng có hình kim cương được giới hạn bởi dãy Himalaya ở phía bắc, Hindu Kush ở phía tây, và Arakanese ở phía đông, và mở rộng về phía nam đến Ấn Độ Dương với biển Ả Rập ở phía tây nam và vịnh Bengal ở phía đông nam. Với cả 7 quốc gia được liệt kê, diện tích của khu vực là khoảng 4,4 triệu km² (1,7 triệu mi²), chiếm 10% lục địa châu Á và 2,4% diện tích bề mặt đất liền thế giới. Tính toàn thể, tiểu lục địa chiếm khoảng 34% dân số châu Á (trên 16,5% dân số thế giới) và có nhiều dân tộc sinh sống.
Hầu hết khu vực nằm trên mảng Ấn Độ và tách biệt khỏi phần còn lại của châu Á bằng các hàng rào núi non. Mảng Ấn Độ bao phủ phần lớn Nam Á, tạo thành 1 vùng đất trải dài từ Himalaya thành một phần của bồn địa bên dưới Ấn Độ Dương, bao gồm nhiều vùng của Nam Trung Quốc và Đông Indonesia, cũng như các dãy Côn Lôn và Karakoram, và mở rộng đến song không bao gồm Ladakh, Kohistan, dãy Hindu Kush và Balochistan.